# Abisara assus
Abisara assus är en fjärilsart som beskrevs av Hans Fruhstorfer 1914. Abisara assus ingår i släktet Abisara och familjen Riodinidae. Inga underarter finns listade i Catalogue of Life.